# 2018 dans le catholicisme
Chronologie du catholicisme
- 2014
- 2015
- 2016
- 2017
- 2018
- 2019
- 2020
- 2021
- 2022

Cet article présente les faits marquants de l'année 2018 dans le catholicisme.

## Évènements
- 15 au 21 janvier : voyage apostolique du pape au Chili et au Pérou.
- 8 avril : publication de l'exhortation apostolique Gaudete et exsultate.
- 10 juin : béatification de Marie de la Conception.
- 21 juin : voyage apostolique du pape en Suisse pour les 70 ans du Conseil œcuménique des Églises.
- 28 juin : consistoire pour la création de 14 cardinaux dont 11 électeurs.
- 25 et 26 août : voyage apostolique du pape en Irlande à l'occasion de la Rencontre mondiale des familles.
- 9 septembre : béatification d'Alphonse-Marie Eppinger.
- 11 septembre : condamnation du prêtre Jean-François Sarramagnan pour attentat à la pudeur sur un mineur.
- 22 au 25 septembre : voyage apostolique du pape en Lituanie, Lettonie et Estonie.
- 30 septembre : canonisation de Jean-Baptiste Fouque.
- 3 octobre : ouverture du XVe synode des évêques sur la jeunesse, la foi et le discernement vocationnel.
- 14 octobre : canonisation de Paul VI, d'Óscar Romero et de 5 autres bienheureux.
- 8 décembre : béatification des 19 martyrs d'Algérie assassinés par les terroristes islamistes au cours des années 1990.

## Décès

### Janvier
- 5 janvier : 
  - Emanuel Barbara, prélat et missionnaire maltais, évêque de Malindi (° 27 octobre 1949)
  - Vincent Mojwok Nyiker, prélat sud-soudanais, évêque de Malakal (° 25 janvier 1933)
- 13 janvier : Emmett Johns, prêtre et intervenant social canadien (° 3 avril 1928)
- 15 janvier : Joachim Gnilka, prêtre, théologien et bibliste allemand (° 8 décembre 1928)
- 19 janvier : Maurice Couture, prélat canadien, archevêque de Québec (° 3 novembre 1926)
- 25 janvier : 
  - Daniel Buechlein, prélat américain, archevêque d'Indianapolis (° 20 avril 1938)
  - Eugène Royer, prêtre, écrivain et enseignant français (° 22 mai 1921)

### Février
- 1er février : Germain Grisez, philosophe franco-américain (° 30 septembre 1929)
- 7 février : Herman Ferdinandus Maria Münninghoff, prélat indonésien d'origine néerlandaise, évêque de Jayapura (° 30 novembre 2021
- 11 février : Joseph MacNeil, prélat canadien, archevêque d'Edmonton (° 15 avril 1924)
- 24 février : Óscar Julio Vian Morales, prélat guatémaltèque, archevêque de Santiago de Guatemala (° 18 octobre 1947)
- 27 février : Joseph Bagobiri, prélat nigérian, évêque de Kafanchan (° 8 novembre 1957)

### Mars
- 1er mars : 
  - Jean-Guy Hamelin, prélat canadien, évêque de Rouyn-Noranda (° 8 octobre 1925)
  - Joseph Bagobiri, moine bénédictin, éditeur et musicologue français (° 23 juin 1924)
- 3 mars : Jean Dujardin, prêtre, théologien et historien français (° 31 octobre 1936)
- 6 mars : Paul Bùi Van Ðoc, prélat vietnamien, archevêque d'Hô Chi Minh-Ville (° 11 novembre 1944)
- 7 mars : Jacques Clemens, prêtre néerlandais en Belgique, doyen des prêtres catholiques (° 11 juillet 1909)
- 11 mars : 
  - Jean Damascène Bimenyimana, prélat rwandais, évêque de Cyangugu (° 22 juin 1953)
  - Karl Lehmann, cardinal allemand, évêque de Mayence (° 16 mai 1936)
- 19 mars : Keith O'Brien, cardinal britannique, archevêque de Saint Andrews et Édimbourg (° 17 mars 1938)
- 31 mars : Michael Cooper, prêtre jésuite, historien et missionnaire américain au Japon (° 25 avril 1930)

### Avril
- 4 avril : Ignace Pierre VIII Abdel-Ahad, prélat syrien, Patriarche syriaque d'Antioche (° 28 juin 1930)
- 5 avril : Maurice Bellet, prêtre, psychanalyste, théologien et philosophe français (° 19 décembre 1923)
- 17 avril : Philibert Randriambololona, prélat malgache, archevêque de Fianarantsoa (° 1er mai 1927)
- 21 avril : André L'Hénoret, prêtre ouvrier et missionnaire français au Japon (° 17 avril 1935)
- 25 avril : Hans-Reinhard Koch, prélat allemand, évêque auxiliaire d'Erfurt et évêque titulaire de Mediana (de) (° 27 novembre 1929)
- 26 avril : Pierre Plateau, prélat français, archevêque de Bourges, précédemment évêque titulaire de Gunela (de) (° 10 janvier 1924)

### Mai
- 18 mai : Darío Castrillón Hoyos, cardinal colombien de la Curie (° 4 juillet 1929)

### Juin
- 1er juin : René Séjourné, prélat français, évêque de Saint-Flour (° 20 mai 1930)
- 3 juin : Miguel Obando Bravo, premier cardinal nicaraguayen, archevêque de Managua (° 2 février 1926)
- 19 juin : Paul Marx, prélat et missionnaire français en Papouasie-Nouvelle-Guinée (° 12 mars 1935)

### Juillet
- 5 juillet : Jean-Louis Tauran, cardinal français de la Curie (° 5 avril 1943)
- 6 juillet : Armand Duval, prêtre, père blanc, missionnaire et écrivain français (° 20 février 1928)
- 12 juillet : Pierre-Jean Labarrière, prêtre jésuite et philosophe français (° 21 juin 1931)
- 21 juillet : Camille Perl, prélat luxembourgeois de la Curie (° 13 octobre 1938)
- 23 juillet : Pierre Pican, prélat français, évêque de Bayeux (° 27 février 1935)
- 31 juillet : Nino Staffieri, prélat italien, évêque de La Spezia (° 6 septembre 1931)

### Août
- 9 août : Manfred Melzer, prélat allemand, évêque auxiliaire Cologne et évêque titulaire de Carinola (de) (° 28 février 1944)
- 15 août : François Garnier, prélat français, archevêque de Cambrai (° 7 avril 1944
- 18 août : Dominique Catta, prêtre et missionnaire français, cofondateur de l'abbaye de Keur Moussa (° 15 novembre 1926)
- 20 août : François Brossier, prêtre, bibliste, théologien et enseignant français (° 9 février 1940)
- 23 août : Yves Bescond, prélat français, évêque auxiliaire de Meaux et évêque titulaire d'Aquae Thibilitanae (° 7 mai 1924)
- 25 août : Dieudonné Bogmis, prélat camerounais, évêque d'Éséka (° 12 janvier 1955)

### Septembre
- 2 septembre : Gérard Fourez, prêtre jésuite, physicien et théologien belge (° 16 janvier 1937)
- 20 septembre : Ludovikus Simanullang, prélat indonésien, évêque de Sibolga (° 23 avril 1955)
- 25 septembre : Wenceslao Selga Padilla, prélat et missionnaire philippin, préfet apostolique d'Oulan-Bator et évêque titulaire de Tharros (de) (° 29 septembre 1949)

### Octobre
- 10 octobre : Pierre Toulat, prêtre et essayiste français (° 20 février 1922)
- 13 octobre : François Bussini, prélat français, évêque d'Amiens (° 21 mai 1936)
- 16 octobre : Joseph Cistone, prélat américain, évêque de Saginaw (° 18 mai 1949)
- 22 octobre : Friedrich Ostermann, prélat allemand, évêque auxiliaire de Münster et évêque titulaire de Dolia (de) (° 21 juin 1932)
- 23 octobre : 
  - Bernard Bro, religieux dominicain, théologien, prédicateur et écrivain français (° 22 mai 1925)
  - Louis O'Neill, ancien prêtre, théologien et homme politique canadien (° 25 avril 1925)
- 25 octobre : 
  - Patrick Jacquin, prêtre français, recteur de Notre-Dame de Paris (° 3 juin 1950)
  - Thomas Keating, moine trappiste américain (° 7 mars 1923)

### Novembre
- 4 novembre : John Njenga, prélat kényan, archevêque de Mombasa (° 25 décembre 1928)
- 16 novembre : Cecylia Roszak, religieuse dominicaine, résistante et supercentenaire polonaise (° 25 mars 1908)

### Décembre
- 2 décembre : Ugo De Censi, prêtre salésien, humanitaire et missionnaire italien au Pérou (° 26 janvier 1924)
- 9 décembre : Guire Poulard, prélat haïtien, archevêque de Port-au-Prince (° 6 janvier 1942)
- 10 décembre : Xavier Tilliette, prêtre jésuite, philosophe et théologien français (° 23 juillet 1921)
- 19 décembre : Jacques David, prélat français, évêque d’Évreux (° 22 décembre 1930)
- 25 décembre : Paul Guérin, prêtre et écrivain français (° 6 janvier 1928)
- 26 décembre : Wendy Beckett, religieuse et historienne de l'art britannique (° 25 février 1930)